# Lupi petama,....
Lupi petama,.... je osmi studijski album zagrebške rock skupine Prljavo kazalište, ki je izšel pri založbi Crno bijeli svijet.
Skupina je album posnela skupaj z novim klaviaturistom Fedorjem Boićem (nekdanji član zasedbe ITD band). Skupina je z novim albumom obujala spomine na vojno in na mnoge žrtve, posebej s skladbo »Lupi petama i reci evo sve za Hrvatsku«. Poleg te skladbe so na albumu izšle še uspešne skladbe »Pet dana ratujem, subotom se zaljubljujem«, »Kiše jesenje«, »Tu noć kad si se udavala« in »Uzalud vam trud svirači«, ki so jo posneli skupaj s tamburaško skupino Tena iz Vinkovcev.
Album je leta 1994 prejel nagrado Porin za album leta.

## Seznam skladb
Avtor vseh skladb je Jasenko Houra, razen, kjer je posebej napisano.
| Št. | Naslov                                         | Dolžina |
| --- | ---------------------------------------------- | ------- |
| 1.  | „Lupi petama, reci evo sve za Hrvatsku‟        | 5:22    |
| 2.  | „Pet dana ratujem, subotom se zaljubljujem‟    | 4:11    |
| 3.  | „Kao ja da poludiš‟ (Jasenko Houra/Ines Prajo) | 3:18    |
| 4.  | „Tu noć kad si se udavala‟                     | 5:56    |
| 5.  | „Beznadni slučaj‟                              | 3:13    |
| 6.  | „Kiše jesenje‟                                 | 5:56    |
| 7.  | „Ptico malena‟                                 | 3:47    |
| 8.  | „Uzalud vam trud svirači‟                      | 5:53    |

## Zasedba

### Prljavo kazalište
- Jasenko Houra – kitara
- Tihomir Fileš – bobni
- Damir Lipošek – kitara
- Ninoslav Hrastek – bas kitara
- Mladen Bodalec – vokal
- Fedor Boić – klaviature

### Gostje
- Tamburaški orkester Tena
- Marko Križan – saksofon